# Ngọn hải đăng Świnoujście
Ngọn hải đăng Świnoujście, còn được gọi là Ngọn hải đăng Swinemünde, là một ngọn hải đăng hoạt động ở Świnoujście (tiếng Đức: Swinemünde), Ba Lan. Ở độ cao 212 foot (65 m) nó là "ngọn hải đăng truyền thống" cao thứ mười lăm trên thế giới, cũng như ngọn hải đăng bằng gạch cao nhất, và cao nhất ở Ba Lan. Nó nằm ở bờ phía đông của dòng sông Świna ngay bên trong cửa biển.

## Lịch sử
Ngọn hải đăng đầu tiên ở vị trí được xây dựng vào năm 1828 khi thị trấn là một phần của Đức với tên gọi Swinemünde. Cấu trúc hiện tại là từ năm 1857. Mặt cắt ngang của toàn bộ tháp 1857 là hình bát giác. Tuy nhiên, vào năm 1902-1903, tòa tháp đã được khôi phục để sửa chữa các công trình gạch bị nứt. Điều này đã chuyển đổi hình dạng của tòa tháp phía trên phòng trưng bày đầu tiên thành hình tròn như hiện tại.
Tòa tháp đã bị hư hại trong Thế chiến II. Năm 1945, trong cuộc rút lui của quân Đức, một lệnh đã được đưa ra để phá hủy ngọn hải đăng. Tuy nhiên, người canh giữ của Đức đã từ chối mệnh lệnh và tòa tháp vẫn sống sót. Thiệt hại chỉ được sửa chữa vào năm 1959, khoảng mười bốn năm sau khi thị trấn được chuyển sang Ba Lan.
Năm 1998-2000, bước vào Thiên niên kỷ mới, ngọn hải đăng đã được khôi phục. Nó đã được mở cửa trở lại với công chúng vào tháng 8 năm 2000, cùng với một bảo tàng hải đăng trong nhà của người canh giữ.

## Xây dựng
Tòa tháp được xây dựng bằng gạch màu vàng và không được sơn phủ. Bên dưới của tòa tháp có hình bát giác với một phòng trưng bày. Tòa tháp này có hình tròn với một phòng trưng bày thứ hai và một chiếc đèn lồng. Trong thời tiết trong lành, tầm nhìn từ phòng trưng bày nằm ở trên đỉnh là khoảng 45 kilômét (28 mi). Liền kề với tòa tháp là một ngôi nhà gạch 2 tầng và một bảo tàng.
Có 300 bậc thang bước lên đến phòng trưng bày thứ hai.

## Tham quan
Bảo tàng và tòa tháp mở cửa từ thứ Hai đến thứ Sáu.

## liên kết ngoài
- Ngọn hải đăng của Ba Lan [liên kết hỏng] [ liên kết chết vĩnh viễn ][ liên kết chết vĩnh viễn ]
- Urząd Morski w Słupsku Lưu trữ ngày 17 tháng 12 năm 2019 tại Wayback Machine (tiếng Ba Lan)